# Kiesarrondissement Mechelen
Het kiesarrondissement Mechelen is een voormalig Belgisch kiesarrondissement.

## Geschiedenis
Het kiesarrondissement werd bij de kieshervorming van 1993 samengevoegd met het kiesarrondissement Turnhout voor de Kamer en Senaat. Later werd bij decreet van de Vlaamse regering in 2011 beslist ook de kieskringen ook voor de provincieraadsverkiezingen samen te voegen om een meer representatieve verdeling te krijgen over de deelnemende politieke partijen.

## Structuur
Het kiesarrondissement Mechelen maakte deel uit van de provincie Antwerpen en omvatte het arrondissement Mechelen.
| Mechelen         | Mechelen         | Nationaal          | Nationaal                         | Gemeenschap                                    | Gewest                                         | Provincie       | Arrondissement  | Provinciedistrict | Kanton          | Gemeente        |
| ---------------- | ---------------- | ------------------ | --------------------------------- | ---------------------------------------------- | ---------------------------------------------- | --------------- | --------------- | ----------------- | --------------- | --------------- |
| Administratief   | Niveau           | België             | België                            | Vlaanderen                                     | Vlaanderen                                     | Antwerpen       | Mechelen        | Mechelen          | Mechelen        | 13              |
| Administratief   | Bestuur          | Belgische regering | Belgische regering                | Vlaamse regering                               | Vlaamse regering                               | Deputatie       | Deputatie       | Deputatie         | Deputatie       | Gemeentebestuur |
| Administratief   | Raad             | Senaat             | Kamer van volksvertegenwoordigers | Cultuurraad (1971-'80) Vlaamse Raad (1980-'96) | Cultuurraad (1971-'80) Vlaamse Raad (1980-'96) | Provincieraad   | Provincieraad   | Provincieraad     | Provincieraad   | Gemeenteraad    |
| Kiesomschrijving | Kiesomschrijving | Mechelen-Turnhout  | Mechelen                          | Mechelen                                       | Mechelen                                       | Mechelen        | Mechelen        | Lier Mechelen     | 5               | 13              |
| Verkiezing       | Verkiezing       | Federale           | Federale                          | Vlaamse                                        | Vlaamse                                        | Provincieraads- | Provincieraads- | Provincieraads-   | Provincieraads- | Gemeenteraads-  |

## Verkiezingsresultaten

### Federale Verkiezingen

#### Kamer van volksvertegenwoordigers
Tot en met 1991 werden voor de Federale Kamer zetels toegekend op het niveau van het arrondissement. Voor de resultaten van 1995 en 1999 geldt dat ten gevolge de kieshervorming van 1993 het kiesarrondissement werd samengevoegd met het kiesarrondissement Turnhout tot het kiesarrondissement Mechelen-Turnhout. (zie daar).
| Partij of kartel    | Partij of kartel            | 1900   | 1900  | 1902   | 1902 | 1906   | 1906 | 1910   | 1910 | 1912   | 1912 | 1914 | 1914 | 1919   | 1919  | 1921   | 1921  | 1925   | 1925  | 1929   | 1929  | 1932   | 1932  |
| % Stemmen \| Zetels | % Stemmen \| Zetels         | %      | 4     | %      | 4    | %      | 4    | %      | 4    | %      | 5    | %    | 5    | %      | 5     | %      | 5     | %      | 5     | %      | 5     | %      | 5     |
| ------------------- | --------------------------- | ------ | ----- | ------ | ---- | ------ | ---- | ------ | ---- | ------ | ---- | ---- | ---- | ------ | ----- | ------ | ----- | ------ | ----- | ------ | ----- | ------ | ----- |
|                     | Kath.Partij1 / Kath. Verb.2 | 64,121 | 3     | 65,581 | 3    | 63,321 | 3    | 61,841 | 3    | 63,851 | 3    | -    |      | 45,00  | 3     | 42,422 | 2     | 43,782 | 2     | 44,712 | 3     | 48,212 | 2     |
|                     | Lib. Partij1 / CARTEL2      | 29,201 | 1     | 26,011 | 1    | 35,372 | 1    | 36,862 | 1    | 35,72  | 2    | -    |      | 12,911 | 0     | 12,211 | 1     | 9,181  | 0     | 10,981 | 0     | 9,171  | 1     |
|                     | BWP-POB                     | 4,14   | 0     | 8,41   | 0    | -      |      | -      |      | -      |      | -    |      | 29,19  | 2     | 30,21  | 2     | 34,62  | 3     | 33,11  | 1     | 35,44  | 2     |
|                     | Vlaamsche Front             | -      |       | -      |      | -      |      | -      |      | -      |      | -    |      | 4,77   | 0     | 6,58   | 0     | 7,60   | 0     | 11,20  | 1     | 2,20   | 0     |
|                     | Communist                   | -      |       | -      |      | -      |      | -      |      | -      |      | -    |      | -      |       | -      |       | -      |       | -      |       | 0,69   | 0     |
|                     | Cath. Diss                  | 1,22   | 0     | -      |      | -      |      | -      |      | -      |      | -    |      | 5,16   | 0     | 5,55   | 0     | -      |       | -      |       | -      |       |
|                     | Vl.Nat.Diss.                | -      |       | -      |      | -      |      | -      |      | -      |      | -    |      | -      |       | -      |       | -      |       | -      |       | 4,28   | 0     |
|                     | Anderen(*)                  | 1,31   | 0     | -      |      | 1,31   | 0    | 1,30   | 0    | 0,45   | 0    | -    |      | 2,98   | 0     | 3,02   | 0     | 4,81   | 0     | -      |       | -      |       |
| Opkomst             | Opkomst                     | 92,91  | 92,91 |        |      |        |      |        |      |        |      |      |      | 86,58  | 86,58 | 93,17  | 93,17 | 90,65  | 90,65 | 94,59  | 94,59 | 95,52  | 95,52 |
| Blanco/ongeldig     | Blanco/ongeldig             | 0      | 0     |        |      |        |      | 2,25   | 2,25 | 2,63   | 2,63 |      |      | 0      | 0     | 4,89   | 4,89  | 0      | 0     | 4,19   | 4,19  | 2,48   | 2,48  |

(*) 1900: Onafh. (1,31%) / 1906: Ouvriers (1,31%) / 1910: Democrat (1,30%) / 1912: Onafh. (0,45%) / 1919: Middenstand (2,98%) / 1921: Onafh. (3,02%) /
 1925: Middenklasse (4,81%)
| Partij of kartel    | Partij of kartel             | 1936   | 1936  | 1939   | 1939  | 1946   | 1946  | 1949   | 1949  | 1950   | 1950  | 1954   | 1954  | 1958   | 1958 | 1961   | 1961  | 1965   | 1965  |
| % Stemmen \| Zetels | % Stemmen \| Zetels          | %      | 6     | %      | 6     | %      | 6     | %      | 6     | %      | 6     | %      | 6     | %      | 6    | %      | 6     | %      | 6     |
| ------------------- | ---------------------------- | ------ | ----- | ------ | ----- | ------ | ----- | ------ | ----- | ------ | ----- | ------ | ----- | ------ | ---- | ------ | ----- | ------ | ----- |
|                     | Kath. Verb.1 / CVP-PSC2      | 40,311 | 4     | 40,331 | 2     | 54,642 | 3     | 52,982 | 4     | 59,272 | 4     | 49,692 | 3     | 55,872 | 4    | 49,722 | 3     | 43,752 | 3     |
|                     | Lib.1 / PVV2                 | 11,701 | 0     | 8,471  | 1     | 6,411  | 1     | 12,581 | 0     | 7,551  | 0     | 8,431  | 0     | 7,351  | 0    | 8,802  | 1     | 13,202 | 1     |
|                     | BWP-POB1 / SP-PS2 / BSP-PSB3 | 31,931 | 2     | 33,371 | 2     | 35,062 | 2     | 29,732 | 2     | 31,672 | 2     | 34,113 | 3     | 32,973 | 2    | 33,483 | 2     | 29,603 | 2     |
|                     | Communist1 / KPB-PCB2        | 2,721  | 0     | 1,511  | 0     | 3,272  | 0     | 2,302  | 0     | 1,512  | 0     | 0,772  | 0     | -      |      | 0,892  | 0     | 1,312  | 0     |
|                     | VC1 / CVV2 / Volksunie3      | -      |       | -      |       | -      |       | 2,411  | 0     | -      |       | 6,992  | 0     | 3,813  | 0    | 7,123  | 0     | 11,373 | 0     |
|                     | VNB1 / VNV2                  | 7,501  | 0     | 12,092 | 1     | -      |       | -      |       | -      |       | -      |       | -      |      | -      |       | -      |       |
|                     | Rex                          | 4,45   | 0     | 1,53   | 0     | -      |       | -      |       | -      |       | -      |       | -      |      | -      |       | -      |       |
|                     | Afgescheurde liberalen       | -      |       | 2,69   | 0     | -      |       | -      |       | -      |       | -      |       | -      |      | -      |       | -      |       |
|                     | Bloc Corporatif              | 1,01   | 0     | -      |       | -      |       | -      |       | -      |       | -      |       | -      |      | -      |       | -      |       |
|                     | Anderen(*)                   | 0,40   | 0     | -      |       | 0,63   | 0     | -      |       | -      |       | -      |       | -      |      | -      |       | 0,76   | 0     |
| Opkomst             | Opkomst                      | 95,20  | 95,20 | 94,41  | 94,41 | 91,38  | 91,38 | 95,42  | 95,42 | 94,14  | 94,14 | 94,06  | 94,06 |        |      | 93,62  | 93,62 | 92,92  | 92,92 |
| Blanco/ongeldig     | Blanco/ongeldig              | 6,74   | 6,74  | 7,38   | 7,38  | 3,12   | 3,12  | 4,29   | 4,29  | 4,97   | 4,97  | 4,70   | 4,70  |        |      | 4,90   | 4,90  | 7,36   | 7,36  |

(*) 1936: Realist. (0,40%) / 1946: UDB (0,63%) / 1965: NPZ (0,76%)
| Partij of kartel    | Partij of kartel                   | 1968   | 1968  | 1971   | 1971  | 1974   | 1974  | 1977   | 1977  | 1978   | 1978  | 1981   | 1981  | 1985   | 1985  | 1987   | 1987  | 1991   | 1991  |
| % Stemmen \| Zetels | % Stemmen \| Zetels                | %      | 6     | %      | 6     | %      | 6     | %      | 6     | %      | 6     | %      | 6     | %      | 6     | %      | 6     | %      | 6     |
| ------------------- | ---------------------------------- | ------ | ----- | ------ | ----- | ------ | ----- | ------ | ----- | ------ | ----- | ------ | ----- | ------ | ----- | ------ | ----- | ------ | ----- |
|                     | CVP-PSC1 / CVP2                    | 40,591 | 2     | 39,432 | 3     | 41,572 | 2     | 43,732 | 3     | 44,272 | 3     | 33,152 | 2     | 36,062 | 3     | 30,992 | 3     | 29,022 | 2     |
|                     | BSP-PSB1 / BSP2 / SP3              | 29,641 | 2     | 25,132 | 2     | 24,631 | 2     | 24,112 | 1     | 23,102 | 1     | 21,743 | 1     | 23,433 | 1     | 24,073 | 1     | 18,073 | 1     |
|                     | PVV-PLP1 / PVV2                    | 13,211 | 1     | 11,062 | 0     | 12,021 | 0     | 12,042 | 0     | 14,702 | 1     | 18,052 | 1     | 15,242 | 1     | 15,572 | 1     | 14,512 | 1     |
|                     | Volksunie1 / VU2                   | 15,461 | 1     | 21,061 | 1     | 19,682 | 2     | 18,112 | 2     | 11,992 | 1     | 16,302 | 1     | 11,952 | 0     | 14,322 | 1     | 8,892  | 1     |
|                     | AMADA1 / PVDA2 / PVDA-PTB3         | -      |       | -      |       | -      |       | 0,541  | 0     | 0,961  | 0     | 0,982  | 0     | 0,922  | 0     | 1,023  | 0     | 0,583  | 0     |
|                     | RAL1 / SAP2 / REGEBO3              | -      |       | -      |       | -      |       | 0,371  | 0     | 0,361  | 0     | 0,351  | 0     | 0,352  | 0     | 0,612  | 0     | 0,543  | 0     |
|                     | Vlaams Blok                        | -      |       | -      |       | -      |       | -      |       | 2,32   | 0     | 2,32   | 0     | 3,95   | 0     | 5,10   | 0     | 15,03  | 1     |
|                     | Agalev                             | -      |       | -      |       | -      |       | -      |       | -      |       | 4,69   | 1     | 7,36   | 1     | 7,92   | 0     | 7,63   | 0     |
|                     | ROSSEM                             | -      |       | -      |       | -      |       | -      |       | -      |       | -      |       | -      |       | -      |       | 5,72   | 0     |
|                     | Communist1 / KP2 / KPB-PCB3 / KPB4 | 1,091  | 0     | 1,132  | 0     | 1,433  | 0     | 1,103  | 0     | 1,904  | 0     | 1,184  | 0     | 0,404  | 0     | 0,403  | 0     | -      |       |
|                     | RAD-UDRT                           | -      |       | -      |       | -      |       | -      |       | 0,40   | 0     | 1,23   | 0     | 0,34   | 0     | -      |       | -      |       |
|                     | LVV                                | -      |       | 1,65   | 0     | -      |       | -      |       | -      |       | -      |       | -      |       | -      |       | -      |       |
|                     | Anderen(*)                         | -      |       | 0,54   |       | 0,66   |       | -      |       | -      |       | -      |       | -      |       | -      |       | -      |       |
| Opkomst             | Opkomst                            | 91,67  | 91,67 | 95,37  | 95,37 | 94,27  | 94,27 | 96,57  | 96,57 | 95,84  | 95,84 | 95,45  | 95,45 | 94,77  | 94,77 | 94,80  | 94,80 | 94,06  | 94,06 |
| Blanco/ongeldig     | Blanco/ongeldig                    | 7,54   | 7,54  | 8,20   | 8,20  | 7,99   | 7,99  | 6,32   | 6,32  | 7,80   | 7,80  | 7,43   | 7,43  | 6,97   | 6,97  | 6,45   | 6,45  | 5,99   | 5,99  |

 (*)1971: Nieuwe Partij (0,54%) / 1974: PMO (0,66%)  
Verkozenen 1831:
- François Domis (Kath.)

- Philippe-Joseph Boucquéau de Villeraie (Kath.)

- François Polfvliet (Lib.)

Verkozenen 1833:
- François Domis (Kath.)

- Philippe-Joseph Boucquéau de Villeraie (Kath.)

- François Polfvliet (Lib.)

François Domis werd opgevolgd door Charles Mast-De Vries (Kath.)

Philippe-Joseph Boucquéau de Villeraie werd opgevolgd door Adolphe Van den Wiele (Kath.)
Verkozenen 1837:
- François Polfvliet (Lib.)

- Charles Mast-De Vries (Kath.)

- Jean de Perceval (Kath.)

Verkozenen 1841:
- Charles Mast-De Vries (Kath.)

- Jean Scheyven (Kath.)

- Jean-François Henot (Kath.)

Verkozenen 1845:
- Charles Mast-De Vries (Kath.)

- Jean Scheyven (Kath.)

- Jean-François Henot (Kath.)

Verkozenen 1848:
- Florentin de Brouwer de Hogendorp (Lib.)

- Armand de Perceval (Lib.)

- Félix van den Branden de Reeth (Kath.)

Verkozenen 1852:
- Florentin de Brouwer de Hogendorp (Lib.)

- Armand de Perceval (Lib.)

- Félix van den Branden de Reeth (Kath.)

Verkozenen 1856:
- Florentin de Brouwer de Hogendorp (Lib.)

- Armand de Perceval (Lib.)

- Félix van den Branden de Reeth (Kath.)

Verkozenen 1857:
- Félix van den Branden de Reeth (Kath.)

- Jean Notelteirs (Kath.)

- Ludovic-Marie d'Ursel (Kath.)

Verkozenen 1861:
- Félix van den Branden de Reeth (Kath.)

- Jean Notelteirs (Kath.)

- Ludovic-Marie d'Ursel (Kath.)

Verkozenen 1864:
- Félix van den Branden de Reeth (Kath.)

- Jean Notelteirs (Kath.)

- Ludovic-Marie d'Ursel (Kath.)

Félix van den Branden de Reeth werd opgevolgd door Eugène de Kerckhove (Kath.)
Verkozenen 1868:
- Jean Notelteirs (Kath.)

- Eugène de Kerckhove (Kath.)

- Louis Lefebvre (Kath.)

Verkozenen 1870:
- Jean Notelteirs (Kath. Partij)

- Eugène de Kerckhove (Kath.)

- Louis Lefebvre (Kath.)

Verkozenen 1874:
- Jean Notelteirs (Kath.)

- Eugène de Kerckhove (Kath.)

- Louis Lefebvre (Kath.)

Verkozenen 1878:
- Jean Notelteirs (Kath.)

- Eugène de Kerckhove (Kath.)

- Louis Lefebvre (Kath.)

Verkozenen 1882:
- Jean Notelteirs (Kath.)

- Eugène de Kerckhove (Kath.)

- Louis Lefebvre (Kath.)

Eugène de Kerckhove werd opgevolgd door Victor Emile Fris (Kath.)
Verkozenen 1886:
- Jean Notelteirs (Kath.)

- Louis Lefebvre (Kath.)

- Victor Emile Fris (Kath.)

Louis Lefebvre werd opgevolgd door Albert Alexandre Lefebvre (Kath.)
Verkozenen 1890:
- Jean Notelteirs (Kath.)

- Victor Emile Fris (Kath.)

- Albert Alexandre Lefebvre (Kath.)

Verkozenen 1892:
- Jean Notelteirs (Kath.)
- François Broers (Kath.)

- Victor Emile Fris (Kath.)

- Albert Alexandre Lefebvre (Kath.)

Verkozenen 1894:
- Albert Alexandre Lefebvre (Kath.)
- François Broers (Kath.)

- Victor Emile Fris (Kath.)

- Florent Van Cauwenbergh (Kath.)

François Broers werd opgevolgd door Edouard De Cocq
Verkozenen 1898:
- Albert Alexandre Lefebvre (Kath.)
- Edouard De Cocq (Kath.)

- Florent Van Cauwenbergh (Kath.)

- Victor Emile Fris (Kath.)

Verkozenen 1900:
- Albert Alexandre Lefebvre (Kath.)
- Edouard De Cocq (Kath.)

- Florent Van Cauwenbergh (Kath.)

- Victor Van de Walle (Lib.)

Verkozenen 1904:
- Albert Alexandre Lefebvre (Kath.)
- Edouard De Cocq (Kath.)

- Florent Van Cauwenbergh (Kath.)

- Victor Van de Walle (Lib.)

Verkozenen 1908:
- Albert Alexandre Lefebvre (Kath.)
- Edouard De Cocq (Kath.)

- Florent Van Cauwenbergh (Kath.)

- Victor Van de Walle (Lib.)

Albert Alexandre Lefebvre werd opgevolgd door Charles Lefebvre (Kath.)

Edouard De Cocq werd opgevolgd door Jules Ortegat (Kath.)
Verkozenen 1912:
- Victor Van de Walle (Lib.)
- Paul Lamborelle (Lib.)

- Charles Lefebvre (Kath.)
- Jules Ortegat (Kath.)

- Florent Van Cauwenbergh (Kath.)

Verkozenen 1919:
- Florent Van Cauwenbergh (Kath.)
- Jules De Keersmaecker (Kath.)

- Philip Van Isacker (Kath.)
- Auguste Van Landeghem (BWP)

- Désiré Bouchery (BWP)

Verkozenen 1921:
- Florent Van Cauwenbergh (Kath. Verb.)
- Jules De Keersmaecker (Kath. Verb.)

- Désiré Bouchery (BWP)
- Auguste Van Landeghem (BWP)

- Paul Lamborelle (Lib. Partij)

Florent Van Cauwenbergh werd opgevolgd door Philip Van Isacker (Kath. Verb.)
Verkozenen 1925:
- Philip Van Isacker (Kath. Verb.)
- Jules De Keersmaecker (Kath. Verb.)

- Willem Lambrechts (BWP)
- Auguste Van Landeghem (BWP)

- Désiré Bouchery (BWP)

Auguste Van Landeghem werd opgevolgd door Jaak Wellens (BWP)
Verkozenen 1929:
- Philip Van Isacker (Kath. Verb.)
- Jules De Keersmaecker (Kath. Verb.)

- Jan Laenen (Kath. Verb.)
- Désiré Bouchery (BWP)

- Ward Hermans (Vl.Front)

Verkozenen 1932:
- Philip Van Isacker (Kath. Verb.)
- Edgar Maes (Kath. Verb.)

- Désiré Bouchery (BWP)
- Gaston Fromont (BWP)

- Oscar Vankesbeeck (Lib.)

Verkozenen 1936:
- Philip Van Isacker (Kath. Verb.)
- Edgar Maes (Kath. Verb.)

- Jan Laenen (Kath. Verb.)
- Jean Schaepherders (Kath. Verb.)

- Désiré Bouchery (BWP)
- Gaston Fromont (BWP)

Verkozenen 1939:
- Alfons Verbist (Kath. Verb.)
- Edgar Maes (Kath. Verb.)

- Antoon Spinoy (BWP)
- Gaston Fromont (BWP)

- Paul Lamborelle (BWP)
- Ward Hermans (VNV)

Verkozenen 1946:
- Alfons Verbist (CVP)
- Edgar Maes (CVP)

- Emiel Van Hamme (CVP)
- Urbain Muyldermans (Lib.)

- Antoon Spinoy (BSP)
- Gaston Fromont (BSP)

Verkozenen 1949:
- Alfons Verbist (CVP)
- Edgar Maes (CVP)

- Emiel Van Hamme (CVP)
- Jos De Saeger (CVP)

- Antoon Spinoy (BSP)
- Jan Van Winghe (BSP)

Verkozenen 1950:
- Alfons Verbist (CVP)
- Edgar Maes (CVP)

- Emiel Van Hamme (CVP)
- Jos De Saeger (CVP)

- Antoon Spinoy (BSP)
- Jan Van Winghe (BSP)

Edgar Maes werd opgevolgd door Jozef Smedts (CVP)
Verkozenen 1954:
- Alfons Verbist (CVP)
- Emiel Van Hamme (CVP)

- Jos De Saeger (CVP)
- Antoon Spinoy (BSP)

- Jan Van Winghe (BSP)
- Jozef Magé (BSP)

Verkozenen 1958:
- Alfons Verbist (CVP)
- Emiel Van Hamme (CVP)

- Jos De Saeger (CVP)
- Jozef Smedts (CVP)

- Antoon Spinoy (BSP)
- Jan Van Winghe (BSP)

Verkozenen 1961:
- Emiel Van Hamme (CVP)
- Jos De Saeger (CVP)

- Jozef Smedts (CVP)
- Herman Vanderpoorten (Lib.)

- Antoon Spinoy (BSP)
- Jan Van Winghe (BSP)

Verkozenen 1965:
- Emiel Van Hamme (CVP)
- Jos De Saeger (CVP)

- Michel Van Dessel (CVP)
- Frans De Weert (PVV)

- Antoon Spinoy (BSP)
- Jan Van Winghe (BSP)

Antoon Spinoy werd opgevolgd door Désiré Van Daele (BSP)
Verkozenen 1968:
- Jos De Saeger (CVP)
- Michel Van Dessel (CVP)

- Jan Van Winghe (BSP)
- Désiré Van Daele (BSP)

- Frans De Weert (PVV)
- Ludo Sels (VU)

Jan Van Winghe werd opgevolgd door Hugo Adriaensens (BSP)

Frans De Weert werd opgevolgd door Charles De Vlieger (PVV)
Verkozenen 1971:
- Jos De Saeger (CVP)
- Michel Van Dessel (CVP)

- Guido Verhaegen (CVP)
- Ludo Sels (VU)

- Désiré Van Daele (BSP)
- Hugo Adriaensens (BSP)

Verkozenen 1974:
- Michel Van Dessel (CVP)
- Guido Verhaegen (CVP)

- Désiré Van Daele (BSP)
- Hugo Adriaensens (BSP)

- Ludo Sels (VU)
- Joos Somers (VU)

Verkozenen 1977:
- Michel Van Dessel (CVP)
- Guido Verhaegen (CVP)

- Luc Van den Brande (CVP)
- Jef Ramaekers (BSP)

- Ludo Sels (VU)
- Joos Somers (VU)

Verkozenen 1978:
- Michel Van Dessel (CVP)
- Guido Verhaegen (CVP)

- Luc Van den Brande (CVP)
- Jef Ramaekers (BSP)

- Lucien Van de Velde (PVV)
- Joos Somers (VU)

Verkozenen 1981:
- Guido Verhaegen (CVP)
- Luc Van den Brande (CVP)

- Jef Ramaekers (SP)
- Lucien Van de Velde (PVV)

- Joos Somers (VU)
- Fernand Geyselings (Agalev)

Verkozenen 1985:
- Guido Verhaegen (CVP)
- Luc Van den Brande (CVP)

- Paul Hermans (CVP)
- Jef Ramaekers (SP)

- Lucien Van de Velde (PVV)
- Joan Pepermans (Agalev)

Verkozenen 1987:
- Luc Van den Brande (CVP)
- Paul Hermans (CVP)

- Freddy Sarens (CVP)
- Jean Van der Sande (SP)

- Maurice Vanhoutte (PVV)
- Herman Candries (VU)

Verkozenen 1991:
- Freddy Sarens (CVP)
- Jozef Van Eetvelt (CVP)

- Jean Van der Sande (SP)
- Maurice Vanhoutte (PVV)

- Herman Candries (VU)
- Luk Van Nieuwenhuysen (Vl.Blok)

#### Senaat
Tot en met 1900 werden voor de Senaat zetels toegekend op het niveau van het arrondissement. Voor de resultaten van 1900 tot 1991 geldt dat tengevolge de kieshervorming van 1900 beide arrondissementen werden samengevoegd tot het kiesarrondissement Mechelen-Turnhout. (zie daar).
Verkozene 1831:
- Idesbalde Snoy d'Oppuers (Kath.)

Verkozene 1835:
- Idesbalde Snoy d'Oppuers (Kath.)

Verkozene 1839:
- Idesbalde Snoy d'Oppuers (Kath.)

Idesbalde Snoy d'Oppuers werd opgevolgd door Hippolyte della Faille d'Huysse (Kath.)
Verkozene 1843:
- Hippolyte della Faille d'Huysse (Kath.)

Verkozenen 1847:
- Hippolyte della Faille d'Huysse (Kath.)

- Charles-Joseph d'Ursel (Lib.)

Verkozenen 1848:
- Charles du Trieu de Terdonck (Kath.)

- Charles-Joseph d'Ursel (LP)

Verkozenen 1851:
- Charles du Trieu de Terdonck (Kath.)

- Charles-Joseph d'Ursel (LP)

Verkozenen 1855:
- Charles du Trieu de Terdonck (Kath.)

- Charles-Joseph d'Ursel (LP)

Verkozenen 1859:
- Charles du Trieu de Terdonck (Kath.)

- Charles de Marnix (Kath.)

Charles du Trieu de Terdonck werd opgevolgd door François de Cannart d'Hamale (Kath.)

Charles de Marnix werd opgevolgd door Léon d'Ursel (Kath.)
Verkozenen 1863:
- Léon d'Ursel (Kath.)

- François de Cannart d'Hamale (Kath.)

Verkozenen 1867:
- Léon d'Ursel (Kath.)

- François de Cannart d'Hamale (Kath.)

Verkozenen 1870:
- Léon d'Ursel (KaP)

- François de Cannart d'Hamale (KaP)

Verkozenen 1874:
- Léon d'Ursel (KaP)

- François de Cannart d'Hamale (KaP)

Léon d'Ursel werd opgevolgd door Ludovic-Marie d'Ursel (KaP)
Verkozenen 1878:
- François de Cannart d'Hamale (KaP)

- Ludovic-Marie d'Ursel (KaP)

Verkozenen 1882:
- François de Cannart d'Hamale (KaP)

- Ludovic-Marie d'Ursel (KaP)

Verkozenen 1884:
- Ludovic-Marie d'Ursel (KaP)

- Gaston de Buisseret (KaP)

Ludovic-Marie d'Ursel werd opgevolgd door Arthur de Beughem de Houtem (KaP)
Verkozenen 1888:
- Arthur de Beughem de Houtem (KaP)

- Gaston de Buisseret (KaP)

Gaston de Buisseret werd opgevolgd door Raymond de Meester de Betzenbroeck (KaP)

Arthur de Beughem de Houtem werd opgevolgd door Joseph d'Ursel (KaP)
Verkozenen 1892:
- Joseph d'Ursel (KaP)

- Raymond de Meester de Betzenbroeck (KaP)

Verkozenen 1894:
- Joseph d'Ursel (KaP)

- Raymond de Meester de Betzenbroeck (KaP)

Verkozenen 1898:
- Joseph d'Ursel (KaP)

- Raymond de Meester de Betzenbroeck (KaP)